# Miksowanie

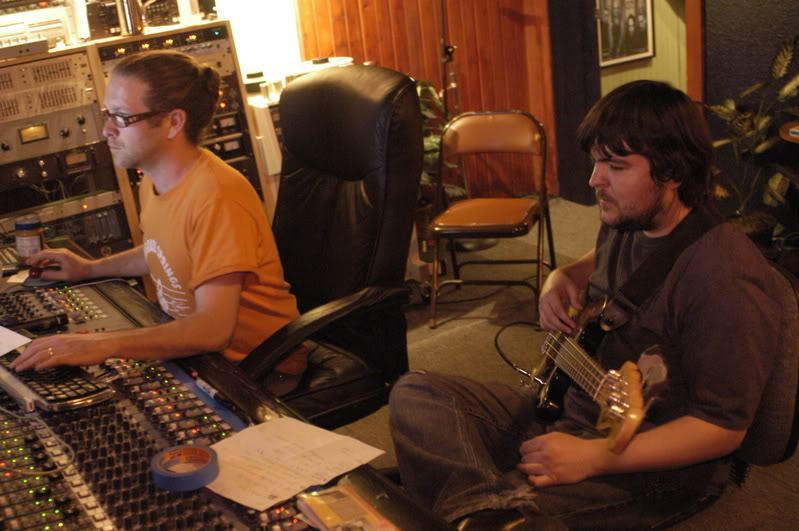

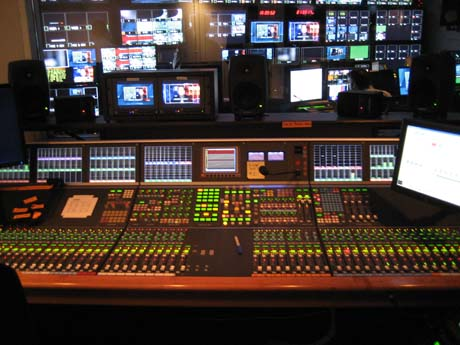
Mikser

Miksowanie muzyki – łączenie (mieszanie) w jeden strumień kilku sygnałów dźwiękowych, z których każdy jest nośnikiem informacji muzycznej.

## Terminologia
Termin miksowanie odnosi się zwykle do jednej z trzech następujących czynności:
1. miksowanie uprzednio dokonanego nagrania wielościeżkowego, przez inżyniera dźwięku w studiu nagraniowym, w celu połączenia wszystkich ścieżek w sygnał stereofoniczny – inaczej miksowanie ścieżek, miksowanie utworu
2. miksowanie instrumentów w trakcie koncertu przez realizatora dźwięku (potocznie, nieprawidłowo: akustyk) – miksowanie koncertu, miksowanie występu live
3. miksowanie utworów na żywo przez DJ-a – miksowanie płyt.

## Cel miksowania
Celem miksowania jest podkreślenie zalet przetwarzanego materiału muzycznego oraz połączenie ścieżek tak, by subiektywnie najlepiej do siebie pasowały i składały się w synergiczną całość. Cel ten osiąga się przez, między innymi:
- ustalenie proporcji między ścieżkami
- uwypuklenie charakterystycznych częstotliwości dla danych ścieżek oraz ukrycie (lub nawet wycięcie) mniej istotnych przy użyciu equalizerów i filtrów
- kompresję dynamiki ścieżek (zmniejszenie ich dynamiki i pozorne przybliżenie)
- umieszczenie ścieżek w panoramie (przestrzeni stereo, 5.1 itp.)
- nałożenie pogłosów oraz efektów typu delay i innych.

Szczególnie przy miksowaniu nagrań miksujący w miarę możliwości stara się także usunąć lub ukryć ewentualne wady ścieżek składowych, w tym słabą jakość brzmień i/lub instrumentów, szumy, braki warsztatowe wykonawców, złą akustykę studia, błędy aranżacyjne mogące utrudnić osiągnięcie atrakcyjnego, a niekiedy głośnego brzmienia w trakcie masteringu (zob. wojna głośności). 
Na ten temat istnieją dwa konkurencyjne poglądy ujęte popularnymi wśród muzyków powiedzeniami padającymi w trakcie sesji nagraniowych: 
1. (We’ll) fix it in the mix – „zajmiemy się tym podczas miksu”, „poczekajmy z tym do miksu”, „naprawimy to w trakcie miksu”.
2. Fix it at the source – „popraw to u źródła”, „popraw to od razu”.

## Narzędzia do miksowania
Głównym narzędziem służącym do łączenia sygnałów dźwiękowych, czyli miksowania, jest konsoleta mikserska. Dodatkowo stosuje się także różne urządzenia elektroniczne, a w ostatnich latach również oprogramowanie komputerowe do podnoszenia jakości sygnałów składowych przed ich ostatecznym zmieszaniem. 

## Miksowanie jako dzieło artystyczne
Można uznać, że miksowanie jest nie tylko czynnością natury technicznej, lecz w pewnym sensie artystycznym dziełem (performance), którego budulcem są nagrane już dźwięki, a instrumentem (jak dla pianisty fortepian) – konsoleta. To podejście dotyczyć może każdego z wymienionych rodzajów miksowania.